# Acropora palmerae
Acropora palmerae е вид корал от семейство Acroporidae. Видът е световно застрашен, със статут Уязвим.

## Разпространение
Разпространен е в Австралия, Американска Самоа, Британска индоокеанска територия, Вануату, Виетнам, Гуам, Индия, Индонезия, Камбоджа, Кирибати, Мавриций, Малайзия, Малдиви, Маршалови острови, Мианмар, Микронезия, Науру, Нова Каледония, Острови Кук, Палау, Папуа Нова Гвинея, Провинции в КНР, Реюнион, Самоа, Северни Мариански острови, Сингапур, Соломонови острови, Тайван, Тайланд, Тувалу, Уолис и Футуна, Фиджи, Филипини, Шри Ланка и Япония.